# Savenaca Rawaca
Pas d'image ? Cliquez ici

a Compétitions nationales et continentales officielles uniquement.

b Matchs officiels uniquement.
Dernière mise à jour le 15 mai 2020.
Savenaca Rawaca est un joueur fidjien de rugby à sept et à XV, né le 20 août 1991 à Navatu, dans la province de Bua aux Fidji. Il joue deux saisons avec l'équipe de rugby à sept des Fidji, entre 2014 et 2016. Durant cette période, il remporte deux fois les World Series. Bien que disputant le début du tournoi olympique de Rio, il n'est pas déclaré champion olympique, seuls les joueurs figurant dans l'équipe en fin de tournoi étant récompensés par le CIO. En 2017, il se lance dans le rugby à XV au stade rochelais. 6 mois plus tard, il signe un contrat d'un an pour le club de l'aviron bayonnais.
En avril 2018, il s'engage pour le club de Béziers.

## Carrière
Savenaca Rawaca commence le rugby avec son club de province avant d'être appelé par l'Anglais Ben Ryan, entraîneur de l'équipe de rugby à sept des Fidji, à participer aux World Series à l'occasion de l'Australia rugby Sevens 2014. Il remporte la compétition cette année et devient un élément important de l'équipe, terminant deuxième marqueur d'essais de la saison. À l'issue de la saison, Savenaca Rawaca s'engage avec la fédération fidjienne de rugby à XV jusqu'aux Jeux olympiques de 2016.
En janvier 2016, il annonce qu'il s'engage avec le club anglais de rugby à XV des Saracens en Aviva Premiership. Il est sélectionné avec l'équipe des Fidji de rugby à XV pour la première fois le 24 juin 2016 pour un test match face à la Géorgie.
Il fait partie de l'équipe qui participe au tournoi olympique 2016 de Rio de Janeiro, mais à l'issue de la deuxième journée, il doit déclarer forfait pour le reste de la compétition (il ne dispute pas la finale et la demi-finale). Il n'est ainsi pas officiellement champion olympique.
Le 23 septembre, Mark McCall et le club des Saracens annoncent qu'il ne rejoindra pas l'Angleterre et qu'il restera aux Fidji. Il s'engage finalement avec La Rochelle le 3 février 2017 pour un contrat le liant avec le club jusqu'à la fin de la saison. En juin 2017, il signe un contrat d'un an avec le club français de l'Aviron bayonnais, relégué de Pro D2.

## Palmarès et statistiques

### Avec l'équipe de rugby à sept des Fidji
- Vainqueur des World Rugby Sevens Series en 2015 et 2016

| Saison    | Statistiques | Statistiques | Statistiques | Classement final | Tournois disputés | Vainqueur du tournoi | 2e place | 3e place |
| Saison    | M            | Ess          | Pts          | Classement final | Tournois disputés | Vainqueur du tournoi | 2e place | 3e place |
| --------- | ------------ | ------------ | ------------ | ---------------- | ----------------- | -------------------- | -------- | -------- |
| 2014-2015 | 51           | 42           | 210          | 1er              | 9/9               | 4                    | 0        | 3        |
| 2015-2016 | 41           | 35           | 175          | 1er              | 6/10              | 3                    | 0        | 2        |
| Total     | 92           | 77           | 385          | -                | 16                | 7                    | 0        | 5        |

- Il participe aux Jeux olympiques de 2016. Il joue quatre matches, puis il se blesse et il ne finit pas la compétition. Il n'est ainsi pas champion olympique.

### Avec l'équipe de rugby à XV des Fidji
- 1 sélection (premier match le 24 juin 2016 face à la Géorgie)
- 0 point

### Distinctions personnelles
- Meilleur marqueur d'essais des World Series 2014-2015 avec 42 essais
- Meilleur marqueur d'essais :
  - USA rugby sevens 2015 avec 7 essais
  - Hong Kong Sevens 2015 avec 6 essais (à égalité avec Zack Test)
  - South Africa rugby sevens 2015 avec 6 essais (à égalité avec Samoa Toloa)
  - Australia rugby sevens 2016 avec 7 essais (à égalité avec Seabelo Senatla)